# Hylaeus proximus
Hylaeus proximus är en biart som först beskrevs av Smith 1879.  Hylaeus proximus ingår i släktet citronbin, och familjen korttungebin. Inga underarter finns listade i Catalogue of Life.

## Bildgalleri

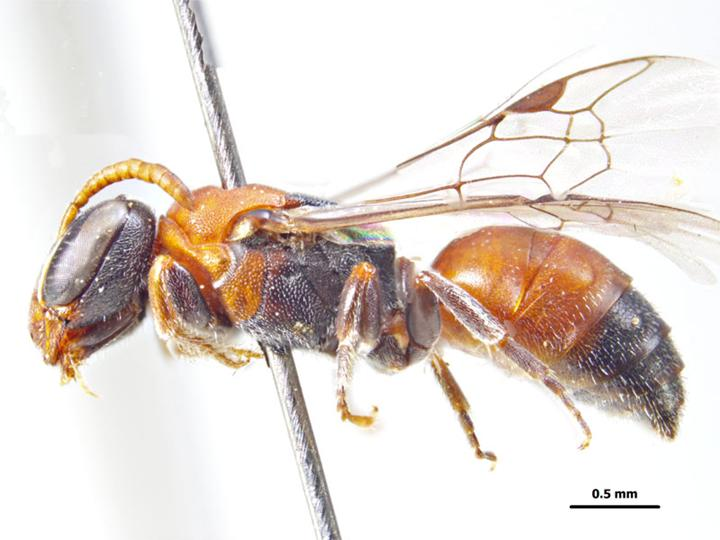
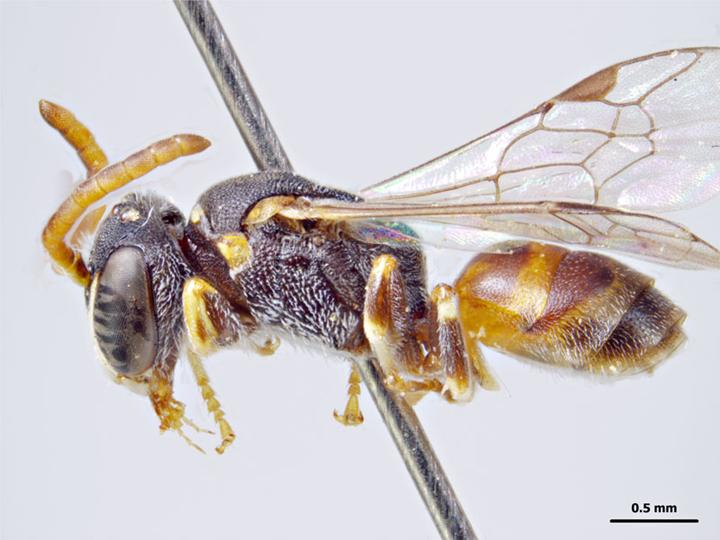